# JPインベストメント
JPインベストメント株式会社（英: Japan Post Investment Corporation）は、東京都千代田区に本社を置くプライベート・エクイティ・ファンド運用会社。日本郵政グループに属する企業で、株式会社ゆうちょ銀行の連結子会社である。

## 概要
日本国債の低迷に対応するため、ゆうちょ銀行（66.1%）、かんぽ生命保険（33.1%）の出資を受け、プライベート・エクイティ・ファンドの運用を目的とし、2018年2月9日に設立された。

## 役員
- 代表取締役社長 - 古宮博幸
- 代表取締役副社長 - 水上圭
- 取締役副社長 - 内山裕二
- 取締役
  - 木嶋謙吾
  - 中村昌史
  - 山口洋
  - 鈴木宏和
- 取締役（非常勤）
  - 貞永英哉
  - 野村裕之
  - 片山敦司
  - 青野憲嗣
- 監査役 - 天羽邦彦
- 監査役（非常勤）
  - 橋本徹
  - 河﨑隆博

## 沿革
- 2018年2月 - 設立[1]
- 2018年4月 - JPインベストメント1号投資事業有限責任組合組成[5]